# Valleraugue

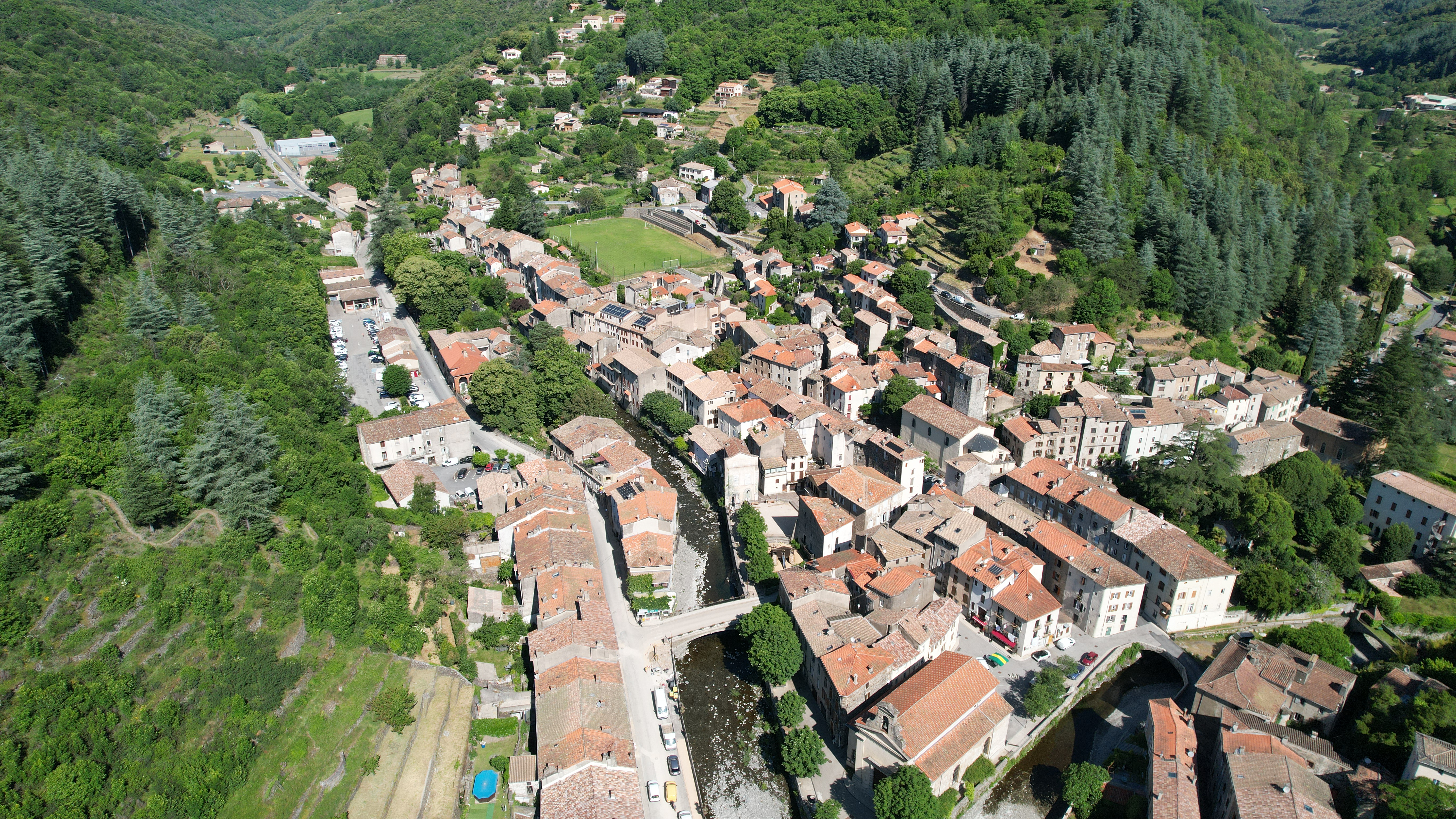
Vue aérienne de Valleraugue.

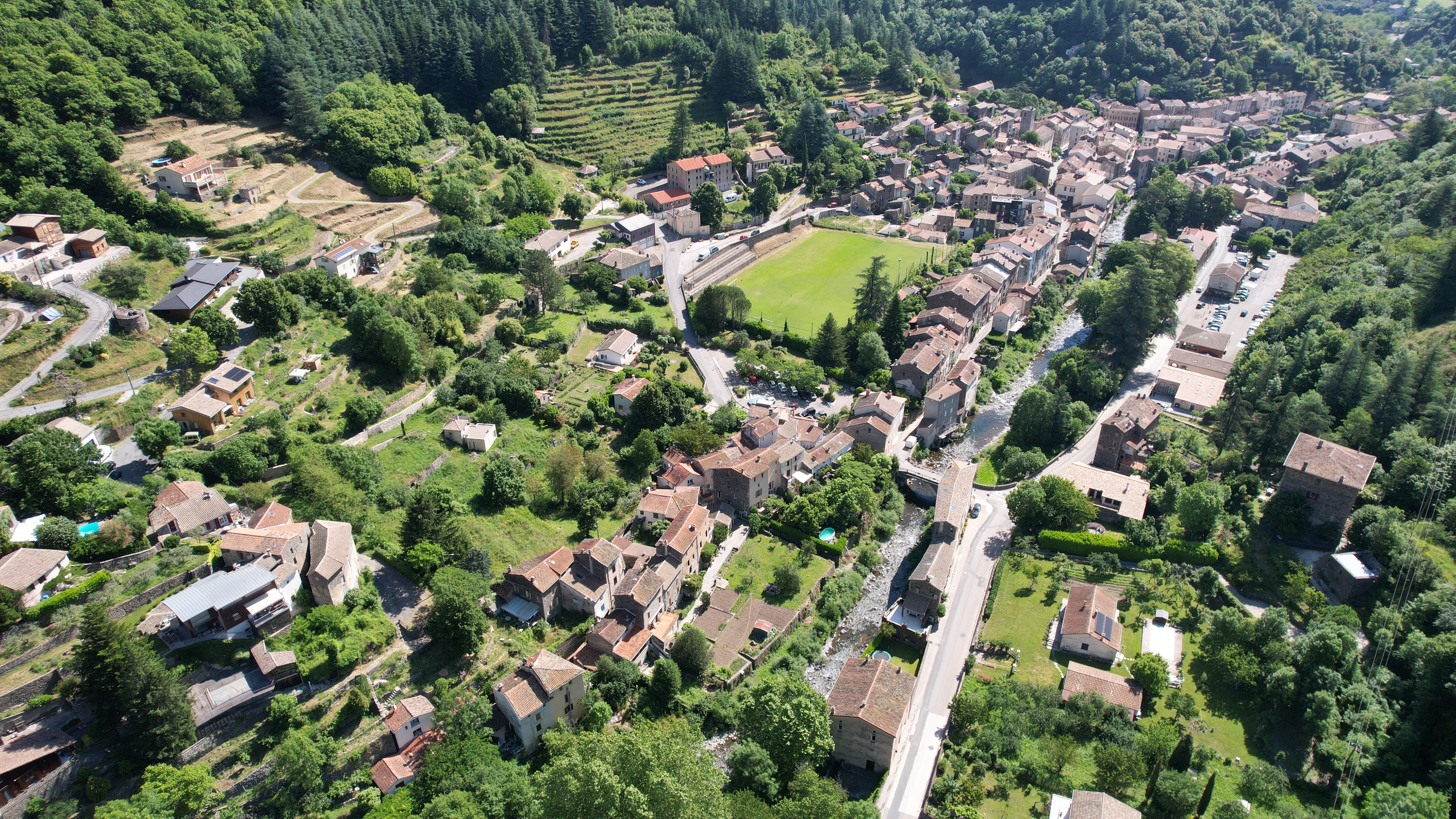
Photo aérienne de Valleraugue.

Valleraugue (Valarauga en occitan) appartenant à la nouvelle commune de Val-d'Aigoual depuis le 1er janvier 2019, est une ancienne commune française située dans le département du Gard, en région Occitanie.

## Géographie

### Localisation
L'ancienne commune de Valleraugue est située dans le nord-ouest du département du Gard. Limitrophe de la Lozère, Valleraugue fait partie des Cévennes gardoises.

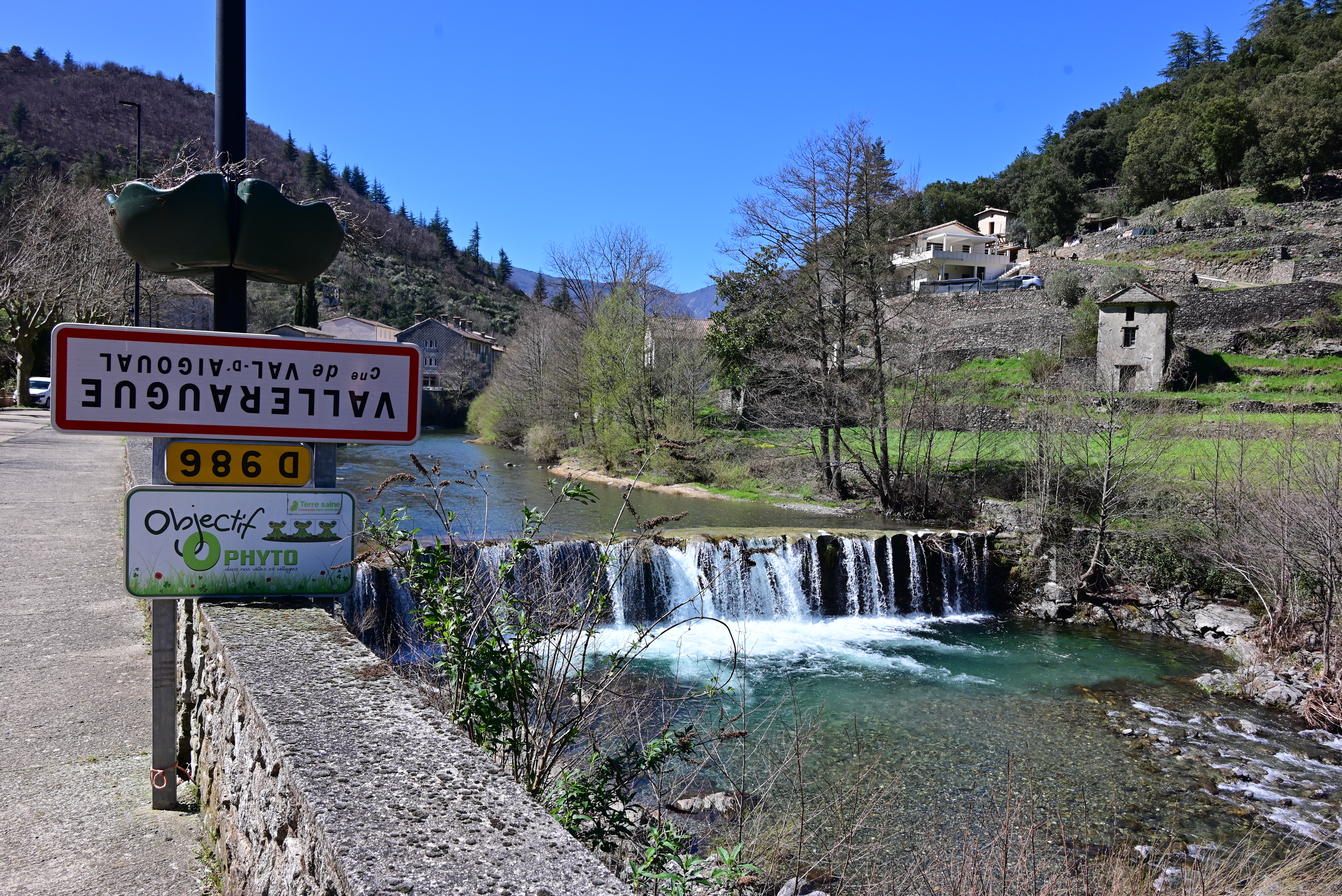
Entrée de Valleraugue.

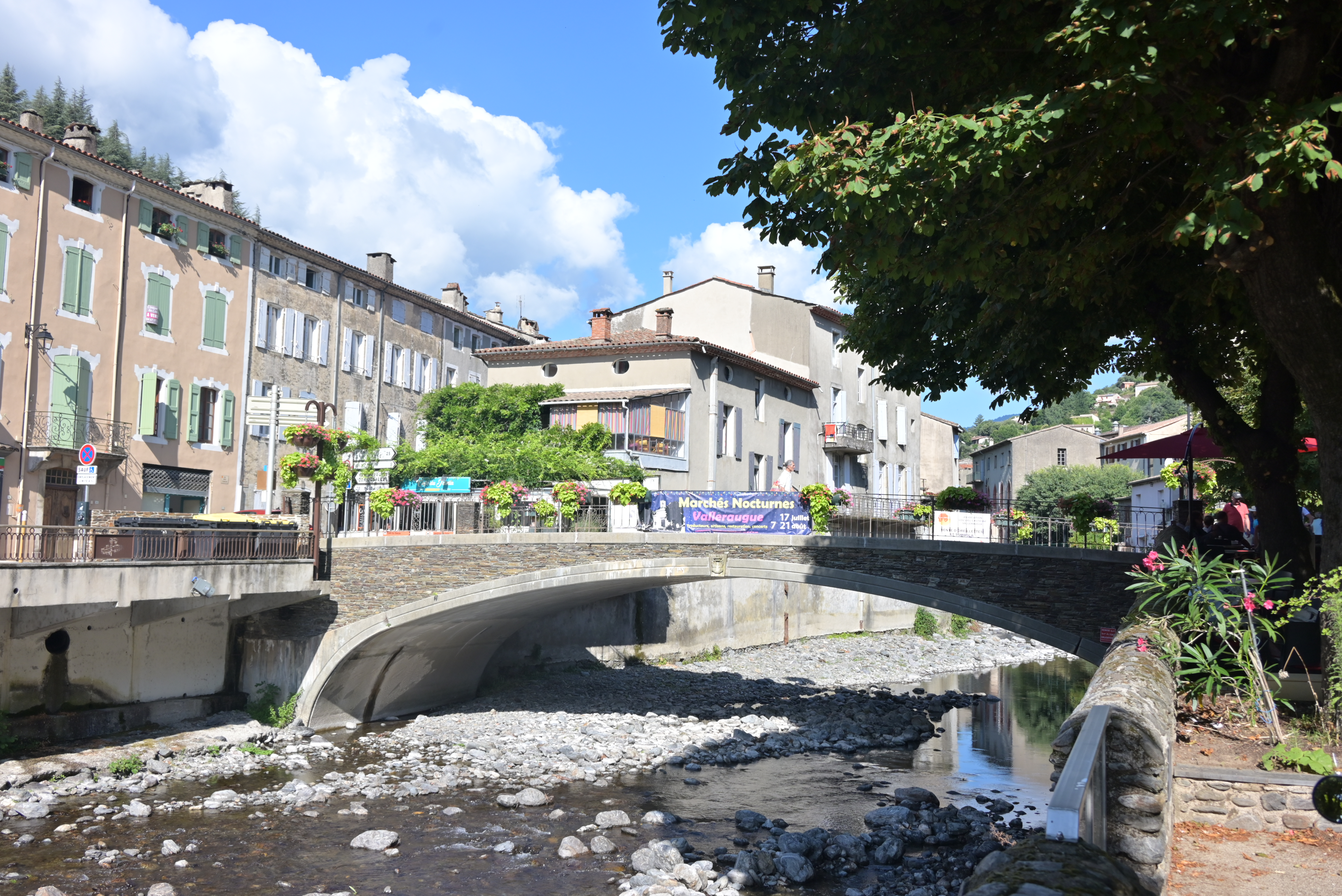
Pont sur l'Hérault à Valleraugue.

Sur son territoire se trouve le mont Aigoual, second massif des Cévennes et point culminant du Gard.
Valleraugue est l'un des villages du Massif central où le dénivelé entre le point le plus haut et le point le plus bas est le plus important (près de 1 300 mètres). L'Espérou — le plus haut hameau de l'ancienne commune — est situé à 1 200 mètres d'altitude.

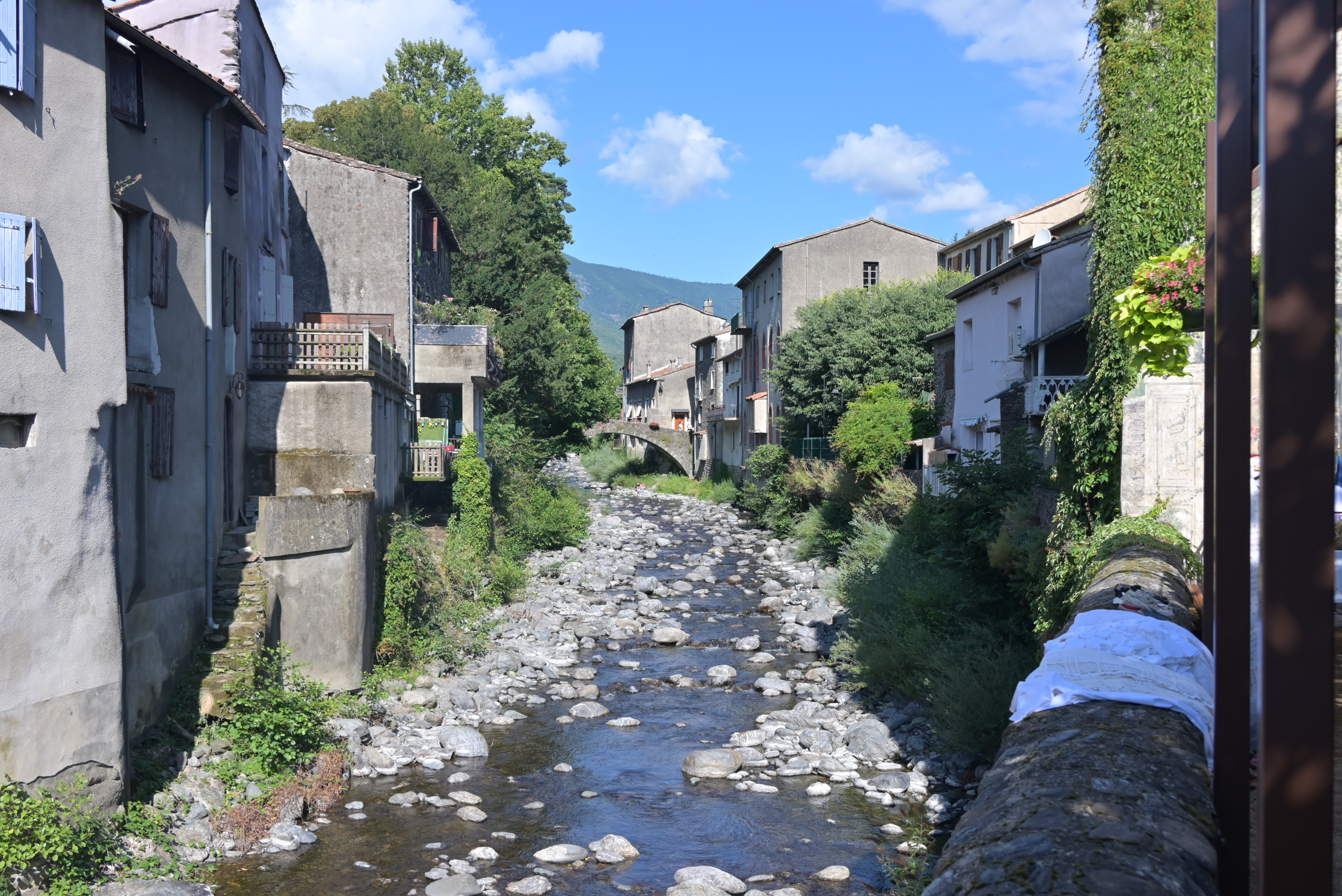
Le fleuve Hérault à Valleraugue.

La distance entre Valleraugue et Notre-Dame-de-la-Rouvière — qui a permis une fusion territoriale (Val-d'Aigoual) des deux anciennes communes — est de 7,08 km à vol d'oiseau et 11,38 km par la route,.

### Communes limitrophes
| Meyrueis (Lozère), Saint-Sauveur-Camprieu | Bassurels (Lozère) | Saint-André-de-Valborgne, Les Plantiers   |
| Dourbies                                  | Valleraugue        | Notre-Dame-de-la-Rouvière (Val-d'Aigoual) |
| Arphy                                     | Mandagout          | Saint-André-de-Majencoules                |

### Hameaux et lieux-dits
La commune de Valleraugue couvre les hameaux et lieux-dits de :
- Ardaillers mas Gibert ;
- Ardaillers mas de l'église ;
- Ardaillers mas Miquel ;
- l'Ayrolle ;
- Berthézène ;
- les Bressous ;
- Camp Blas ;
- Campredon ;
- la Chapelle ;
- le Cros ;
- Espériés ;
- l'Espérou ;
- Fenouillet ;
- le Gasquet ;
- la Pénarié ;
- la Pieyre ;
- la Valette ;
- le Mas Méjean ;
- le Valdeyron ;
- les Salles ;
- les Vignes ;
- l'Issert ;
- Mallet[4] ;
- Mouretou ;
- Patau ;
- Pont Neuf ;
- Randavel ;
- Taleyrac ;
- Villeméjane.

### Voies de communication et transports
La commune est essentiellement traversée par la route départementale « RD 986 » qui représente l'ancienne route nationale N 586, allant des communes de Balsièges (Lozère) à Palavas-les-Flots (Hérault) Par le col de Serreyrède.
Le réseau interurbain d'autocar (Edgard) dessert la commune par la ligne « CCC 8 ».

## Hydrologie
Le village proprement dit se situe au confluent des cours d'eau du Clarou et de l’Hérault qui prennent tous deux leur source dans le massif de l'Aigoual.
Le 29 septembre 1900, il est tombé sur la commune 950 mm de pluie en dix heures, ce qui constitue le record absolu de hauteur de précipitations en 24h en France métropolitaine. Durant six jours pluvieux consécutifs avant cet épisode diluvien, les sols étaient gorgés d'eau lorsque l'orage du 28 d'une intensité exceptionnelle se produisit, provoquant aussitôt de forts ruissellements. Le cours d'eau de l'Hérault devient un torrent tumultueux. Une lame d’eau, dévastant tout sur son passage, atteint le deuxième étage des maisons riveraines. Sur la commune, il n'y a aucune perte humaine, ni blessé. De cet épisode, le cours d'eau du Tarn connaît une crue historique, le fleuve en basse-vallée du Rhône déborde, la vallée de l'Eyrieux est ravagée en Ardèche et une vingtaine de ponts sont emportés en Lozère.
Durant l'épisode orageux du 1er au 6 novembre 2011, il est tombé 936 mm et des rafales de 186 km/h ont été enregistrées.
Celui du 19 septembre 2020 est également dans les annales de l'histoire, puisqu'il est tombé 718 mm d'eau en seulement quelques heures (dont 400 en 3 heures, ce qui est le record absolu en France). Cela en fait un chiffre inédit et quasiment le deuxième cumul le plus important sur une durée aussi courte en France.

## Toponymie

### Attestations anciennes
Extraits de la topographie du département du Gard, édition de 1868, par Eugène Germer-Durand :
- Castrum de Valarauga, in diocesi Nemausensi en 1225, (Layette du trésor des chartes tome II) ;
- Vallis-Araugia en 1228, (chapitre de Nîmes, archives départementales) ;
- Vallarauga en 1247, (chapitre de Nîmes, archives départementales) ;
- Ecclesia de Varalauga, 1249, (cartulaire de Notre-Dame de Bonheur, chapitre 20) ;
- S. de Baralauge en 1262, (papier de la famille d'Alzon) ;
- Ecclesia Vallis-Eraugo en 1265, (cartulaire de Notre-Dame de Bonheur, chapitre 47) ;
- Valarauga en 1309, (cartulaire de Notre-Dame de Bonheur, chapitre 73) ;
- Locus de Valle-Araugia, 1314, (Guerre de Flandre, archives municipales de Nîmes) ;
- Bajulia Vallis-Eraugie en 1314, (Guerre de Flandre, archives municipales de Nîmes) ;
- Vallis Arauria en 1314, (Guerre de Flandre, archives municipales de Nîmes) ;
- Vallis-Araugia en 1384, (dénombrement de la sénéchaussée) ;
- Valerauge en 1435, (répartition du subside de Charles VII) ;
- Sanctus-Martinus Vallis-Heraugio en 1461, (registre copie de lettres royaux E, IV, folio 16) ;
- Valleraugue, viguerie du Vigan en 1582, (Tar. univ. du diocèse de Nîmes) ;
- Le prieuré Saint-Martin de Vallerauge en 1610, (insinuation ecclésiastique du diocèse de Nîmes) ;
- Le château de Valleraugue en 1634, (archives départementales, C 436).

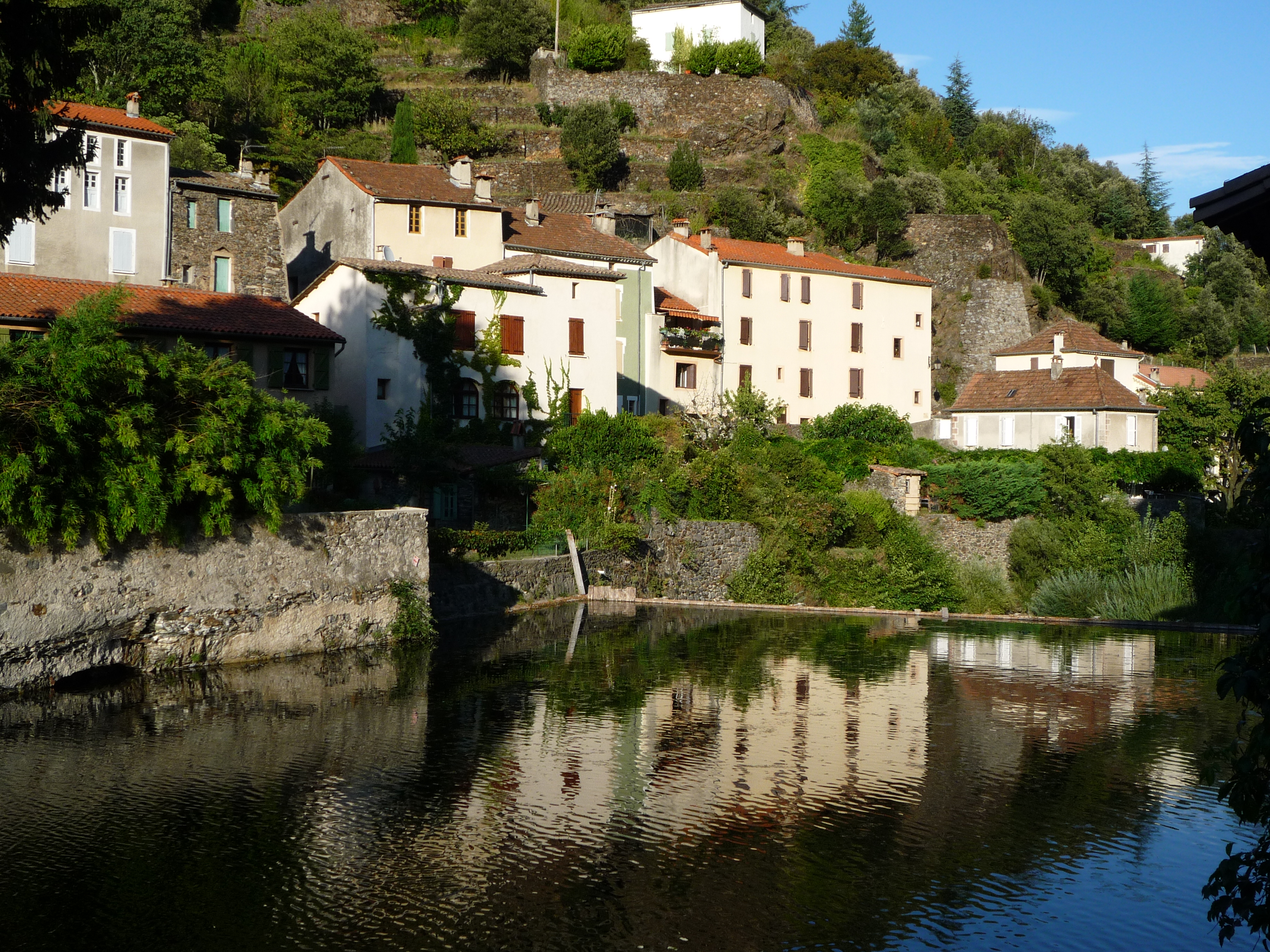
Valleraugue, un village typique des Cévennes traversé par l’Hérault.

### Étymologie
Selon Albert Dauzat et Charles Rostaing, il s'agit d'un composé roman. Il est peut-être constitué de l'appellatif toponymique Val- « val, vallée » cf. occitan val « val, terrain entre deux montagnes », accolé à un mot prélatin *Araurica. *Araurica est un dérivé en -ica, du nom antique de l'Hérault : Araur (cf. occitan Erau / Eraur [eˈɾaw] « l'Hérault »). D'où la signification globale possible de « terre entre deux montagnes dans la vallée de l'Hérault » ce qui correspond bien à la situation de Valleraugue.

## Histoire
Henri Cazalet, notaire honoraire, a consacré une monographie à Valleraugue en 1950.
Valleraugue faisait partie de la Viguerie du Vigan et du diocèse de Nîmes (plus tard d'Alais) (Alès), archiprêtré de Sumène. On y comptait 7 feux en 1384 et 572 en 1789. Au commencement du XIIIe siècle, Valleraugue appartenait à la maison de Roquefeuil ; il fit ensuite partie de la baronnie de Meyrueis, et ne fut définitivement réuni à la couronne que vers 1780. Valleraugue devint, en 1790, le chef-lieu d'un canton du district du Vigan qui comprenait seulement trois communes : La Rouvière, Saint-André-de-Majencoules et Valleraugue.

## Politique et administration

### Situation administrative
Le 28 juin 2018, les conseils municipaux des communes de Valleraugue et de Notre-Dame-de-la-Rouvière adoptent le vœu de fusionner les deux communes sous le nom de « Val-d'Aigoual » dans une volonté de mutualisation et d'optimisation de la gestion financière et territoriale,. La réunion du 25 septembre 2018 acte la fusion des communes pour qu'elle soit applicable au 1er janvier 2019. Un arrêté préfectoral fixant les modalités est émis le 26 septembre 2018, en précisant que le chef-lieu est situé sur l'ancienne commune de Valleraugue.
Le 1er janvier 2019, la commune de Val-d'Aigoual prend le relais administratif des anciennes communes de Valleraugue et de Notre-Dame-de-la-Rouvière,.
La commune était le chef-lieu du canton de Valleraugue. De 2015 à 2018, elle fait partie du canton du Vigan. Au 1er janvier 2019, la fusion avec la commune de Notre-Dame-de-la-Rouvière portant le nom de « Val-d'Aigoual » mentionne cette dernière dans le canton du Vigan.

### Liste des maires
| Période                                  | Période | Identité                 | Étiquette    | Qualité |
| ---------------------------------------- | ------- | ------------------------ | ------------ | --- |
| Les données manquantes sont à compléter. |         |                          |              | |
| 1908                                     | 1942    | Charles Berthézenne      | PRS          | Député du Gard |
| 1953                                     | 2001    | Francis Cavalier-Bénézet | PS           | Sénateur du Gard (1992-1998) Conseiller général du canton de Valleraugue (1958-2008)                                             |
| 2001                                     | 2014    | Yves Durand              | PS           | Vice-président de la communauté de communes du Pays de l'Aigoual depuis 2012                                                     |
| 2014                                     | 2018    | Thomas Vidal             | DVD puis UDI | Vice-président de la communauté de communes du Pays de l'Aigoual depuis 2014) Ancien Conseiller général du canton de Valleraugue |

## Démographie
Le village a énormément souffert de la désindustrialisation et de l'exode rural depuis 1850.

L'évolution du nombre d'habitants est connue à travers les recensements de la population effectués dans la commune depuis 1793. Pour les communes de moins de 10 000 habitants, une enquête de recensement portant sur toute la population est réalisée tous les cinq ans, les populations de référence des années intermédiaires étant quant à elles estimées par interpolation ou extrapolation. Pour la commune, le premier recensement exhaustif entrant dans le cadre du nouveau dispositif a été réalisé en 2007.

En 2016, la commune comptait 1 061 habitants, en évolution de +0,19 % par rapport à 2010 (Gard : +2,97 %, France hors Mayotte : +2,11 %).
| 1793  | 1800  | 1806  | 1821  | 1831  | 1836  | 1841  | 1846  | 1851  |
| ----- | ----- | ----- | ----- | ----- | ----- | ----- | ----- | ----- |
| 3 264 | 3 084 | 3 410 | 3 614 | 3 895 | 3 957 | 3 853 | 3 890 | 4 190 |

| 1856  | 1861  | 1866  | 1872  | 1876  | 1881  | 1886  | 1891  | 1896  |
| ----- | ----- | ----- | ----- | ----- | ----- | ----- | ----- | ----- |
| 4 190 | 4 030 | 3 742 | 3 443 | 3 376 | 3 124 | 2 855 | 2 799 | 2 550 |

| 1901  | 1906  | 1911  | 1921  | 1926  | 1931  | 1936  | 1946  | 1954  |
| ----- | ----- | ----- | ----- | ----- | ----- | ----- | ----- | ----- |
| 2 443 | 2 525 | 2 513 | 1 940 | 1 808 | 1 733 | 1 615 | 1 401 | 1 256 |

| 1962  | 1968  | 1975  | 1982  | 1990  | 1999  | 2006  | 2007  | 2012  |
| ----- | ----- | ----- | ----- | ----- | ----- | ----- | ----- | ----- |
| 1 047 | 1 017 | 1 028 | 1 041 | 1 091 | 1 009 | 1 072 | 1 081 | 1 035 |

| 2016  | - | - | - | - | - | - | - | - |
| ----- | - | - | - | - | - | - | - | - |
| 1 061 | - | - | - | - | - | - | - | - |

## Activité économique

### Station de sports d'hiver de Prat Peyrot

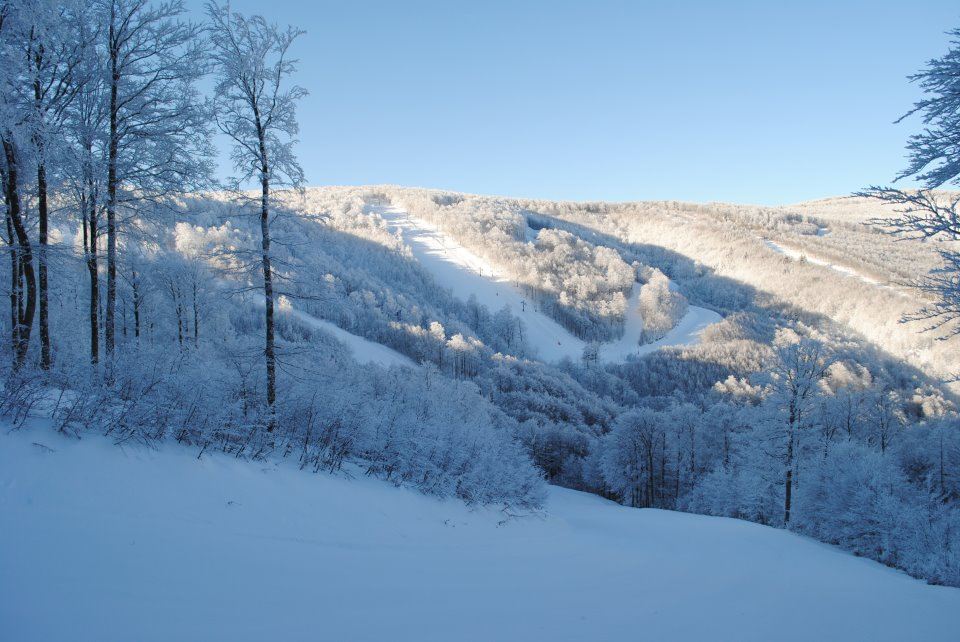
Vue sur une partie du domaine

La station de ski de Prat Peyrot se situe sur le massif de l'Aigoual (1 567 mètres) entre 1 280 et 1 480 mètres d'altitude. Elle se trouve à 23 km de Valleraugue. Elle est la propriété de la commune et fonctionne en régie municipale.
Elle bénéficie du climat typique des Cévennes lui apportant parfois de très fortes précipitations (parfois plus d'un mètre de neige en moins d'une journée) mais souvent du vent froid (tramontane du nord-ouest et Mistral plein nord) ou chaud (sirocco ou plutôt marin sud/sud-est) pouvant faire fondre la neige. L'enneigement varie en fonction des années : par exemple en 2010 la station a fermé ses portes le 5 avril. C'est pour cette raison que la station s'est munie de canons à neige.
On y pratique le ski alpin (9 km), le ski de fond (60 km) ainsi que les raquettes. Plus haut sur les terres arides (au-delà de 1 500 mètres), on peut pratiquer le snowkite car le vent est souvent présent. En bas de la station on trouve un chalet restaurant, un chalet hors-sac et des WC publics. La station dispose de 15 pistes de ski alpin (5 vertes, 6 bleues et 5 rouges), 7 pistes de ski de fond (2 noires, 1 rouge, 1 bleue et 2 vertes), 3 dameuses et une école de ski, avec possibilité de cours individuels ou collectifs de ski de fond ou alpin et de snowboard pour les skieurs débutants ou plus perfectionnés, ainsi que 85 canons à neige pour pallier le manque de neige. L'hébergement et la location de skis se font à l'Espérou.

## Culture et patrimoine

### Lieux et monuments
- Église. Édifice reconstruit au XVIIe siècle, son clocher possède à l'un de ses angles, un petit campanile en fer abritant une cloche pour les heures datant de 1522.
- Temple de l'Église Protestante Unie de France. Construction néoclassique du début du XIXe siècle.
- Nombreuses façades, portes et ferronneries des XVIIe au XIXe siècles.
- Prieuré Notre-Dame-de-Bonheur. Fondation de la famille de Roquefeuil, confiée à des chanoines résidents. Les jours de neige et de brouillard, ils sonnaient la cloche afin de guider les voyageurs et les pèlerins, d'où parfois le surnom de Saint-Bernard des Cévennes.
- Arboretum de l'Hort de Dieu. Situé sur le flanc sud du Mont Aigoual et aménagé au début du XXe siècle.
- Observatoire du Mont Aigoual. Édifié de 1888 à 1894. Dernier observatoire météorologique de France situé en montagne et en activité.
- Montée des 4 000 marches permettant l'ascension du mont Aigoual à pied.

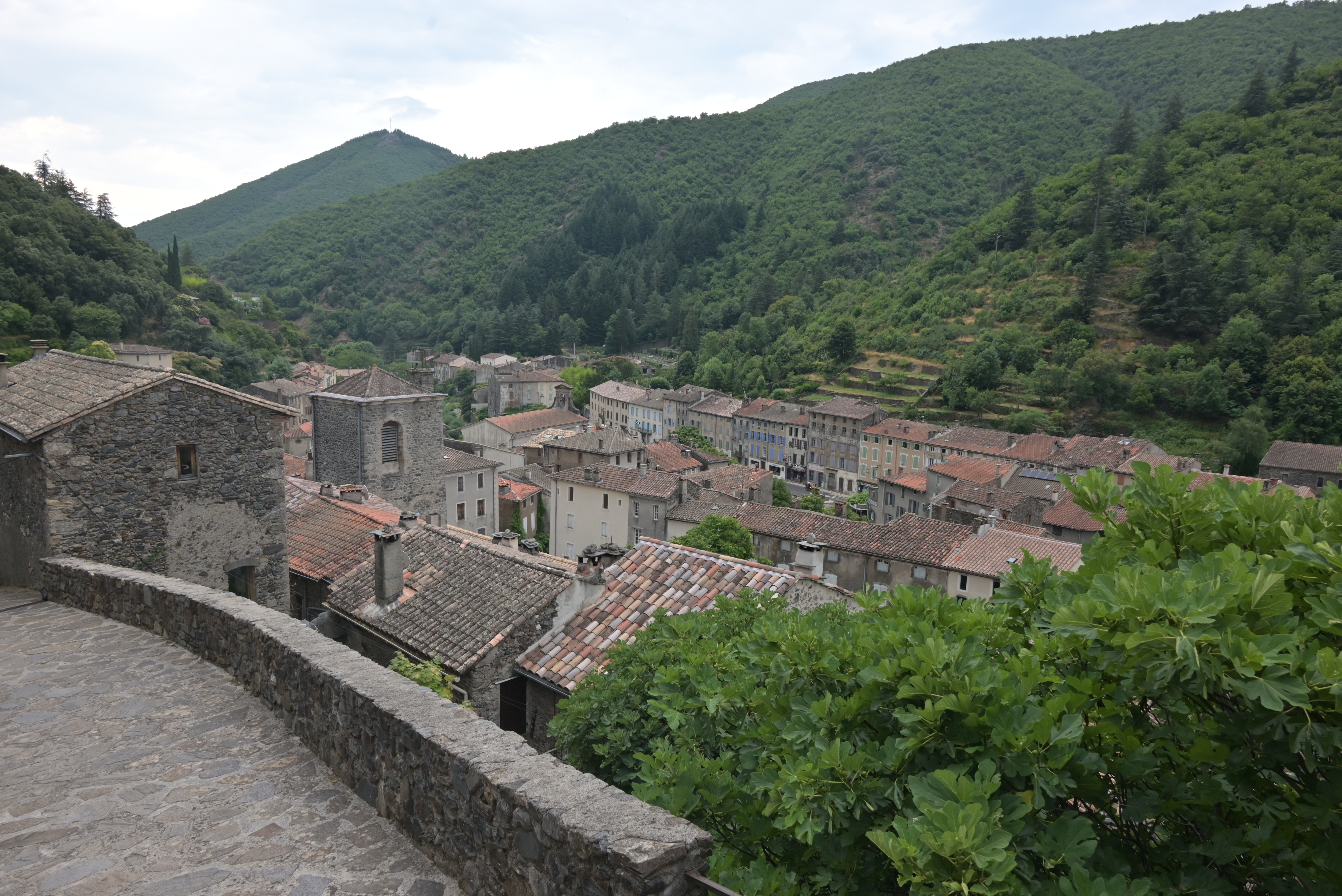
Le village vu du Belvédère.

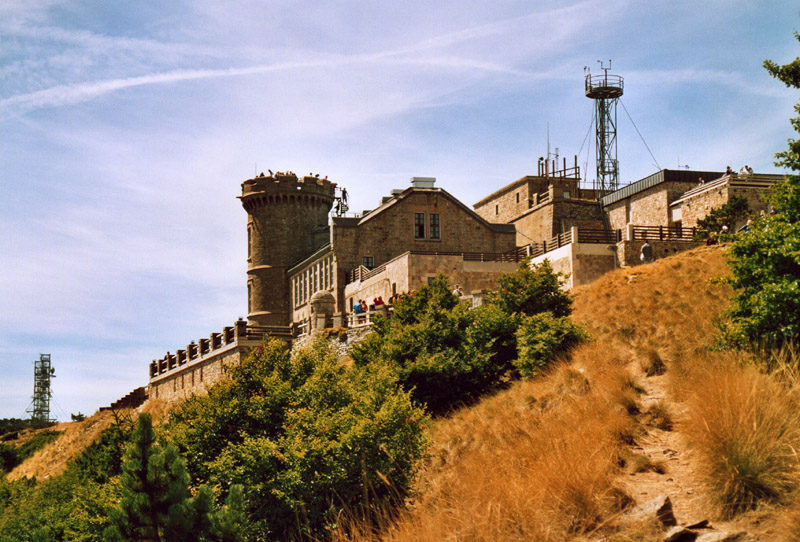
Observatoire météorologique du mont Aigoual.

- Moulin de la Bécède, gentilhommière du XVIIIe siècle, probablement construite par l'architecte Giral de Montpellier.
- Barrage aménagé chaque été sur le site du « Mouretou », près de la route de l'Aigoual, afin de permettre la baignade dans la rivière de l'Hérault.

### Au cinéma
- Les Châtaigniers du désert, téléfilm tiré du roman de Frédérique Hébrard, réalisé par Caroline Huppert et diffusé sur France 3 en 2010. Ce téléfilm a été tourné dans le village et dans les environs, avec la participation de la population.

### Personnalités liées à la commune
(Liste non exhaustive, classée en ordre croissant d'années de naissance).
- Laurent Angliviel de La Beaumelle (1726-1773), homme de lettres.
- Joseph-François Balla (1737-1806), homme politique.
- Louis Bernard de Saint-Affrique (1745-1825), fut membre de la Convention et député au Conseil des Anciens, né à Valleraugue.
- Étienne Arnal (ou d'Arnal) (1773-1801), prêtre puis ingénieur et mécanicien, inventeur d'une machine à vapeur pour bateau[20].
- Jean Louis Armand de Quatrefages de Bréau (1810-1892), naturaliste, professeur au Muséum national d'histoire naturelle de Paris.
- Emile Rocher (1846-1924) Explorateur et diplomate.
- François Perrier (1833-1888), général de brigade, chef du service géographique des Armées, Président du Conseil général du Gard.
- Louis Sarrut (1850-1927), magistrat (premier président de la cour de cassation de 1917 à 1925).
- Félix Mazauric (1868-1919), spéléologue, est né à Valleraugue.
- Charles Berthézenne (1871-1942), homme politique.
- Jean-Daniel Benoît (1886-1975), pasteur et professeur de théologie
- Germaine Dieterlen (1903-1999), ethnologue.
- Francis Cavalier-Bénézet (1922-2014), homme politique.
- Gisèle Jónsson (1923-2013), botaniste.
- Patrick Andrivet (1930-2017), universitaire, dix-huitiémiste et auteur français a vécu et est décédé à Valleraugue.
- Clara Dupont-Monod (née en 1973), journaliste, écrivain[réf. nécessaire].

### Héraldique
| Blason de Valleraugue | Les armes de Valleraugue se blasonnent ainsi : de gueules, à une croix d'or. |